# John Brassil

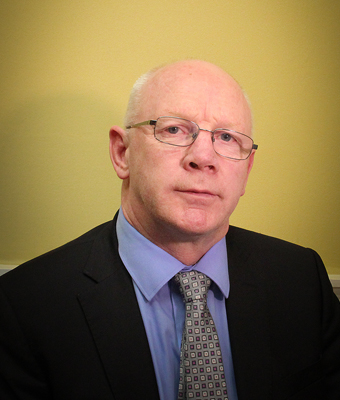
John Brassil

John Joseph Brassil (* 19. März 1963 in Tralee, County Kerry, Irland) ist ein irischer Politiker der Fianna Fáil (FF). Von 2016 bis 2020 war er Teachta Dála (Abgeordneter) im Dáil Éireann, dem irischen Unterhaus.

## Leben
John Brassil ist Apotheker und erhielt seine Ausbildung am Trinity College Dublin. Er wurde 1999, 2004, 2009 und 2014 in den Kerry County Council für Listowel gewählt. 2002 versuchte er ohne Erfolg im Seanad Éireann einen Sitz zu erringen. Bei den Wahlen 2016 konnte er allerdings einen Sitz im Dáil Éireann für den Wahlkreis Kerry erringen. Bei den Wahlen 2020 reichten seine Stimmen für die Sitzverteidigung nicht hin.
John Brassil ist mit Bernadette verheiratet und hat mit ihr drei Kinder.